# Seppo Häkkinen
Seppo Auvo Antero Häkkinen, född 2 juni 1958 i Kuopio, är biskop i Sankt Michels stift inom Evangelisk-lutherska kyrkan i Finland. Häkkinens biskopsvigning ägde rum den 1 februari 2009. Till utbildningen är Häkkinen teologie doktor.
Före sin biskopstid har Häkkinen arbetat bland annat i Kyrkostyrelsen sedan år 2002. Innan dess har han varit församlingspräst i Imatra och Heinola landsförsamling. 
Seppo Häkkinen är gift med Maria Häkkinen. Dessa har tillsammans fyra barn.